# NGC 2349
NGC 2349 là cụm sao mở trong chòm sao Kỳ Lân. Nó được phát hiện bởi Caroline Herschel vào năm 1783.